# Tractat de Viena (1725)
|  | Per a altres significats, vegeu «Tractat de Viena». |

El Tractat de Viena va ser un pacte entre estats signat el 30 d'abril de 1725 pels representants de l'emperador Carles VI d'Àustria i el rei Felip V de Castella. El tractat resolia algunes de les conseqüències de la guerra de Successió Espanyola i garantia, per exemple, la Pragmàtica Sanció del 1713 que regulava els drets de successió dels Habsburg. En funció dels termes del tractat, el Sacre Imperi Romanogermànic renunciava a totes les seves pretensions sobre el tron espanyol i les índies occidentals, i els borbons, a Itàlia i els Països Baixos. A més, Àustria prometia a Espanya el seu ajut per a la recuperació de Gibraltar, en poder del Regne de la Gran Bretanya. Per aquest tractat, Carles VI d'Àustria va poder continuar utilitzant de manera vitalícia, els seus títols hispànics.